# Syngonanthus chrysanthus
Syngonanthus chrysanthus är en gräsväxtart som först beskrevs av August Gustav Heinrich von Bongard, och fick sitt nu gällande namn av Wilhelm Willy Otto Eugen Ruhland. Syngonanthus chrysanthus ingår i släktet Syngonanthus och familjen Eriocaulaceae.

## Underarter
Arten delas in i följande underarter:
- S. c. castrensis
- S. c. chrysanthus

## Bildgalleri

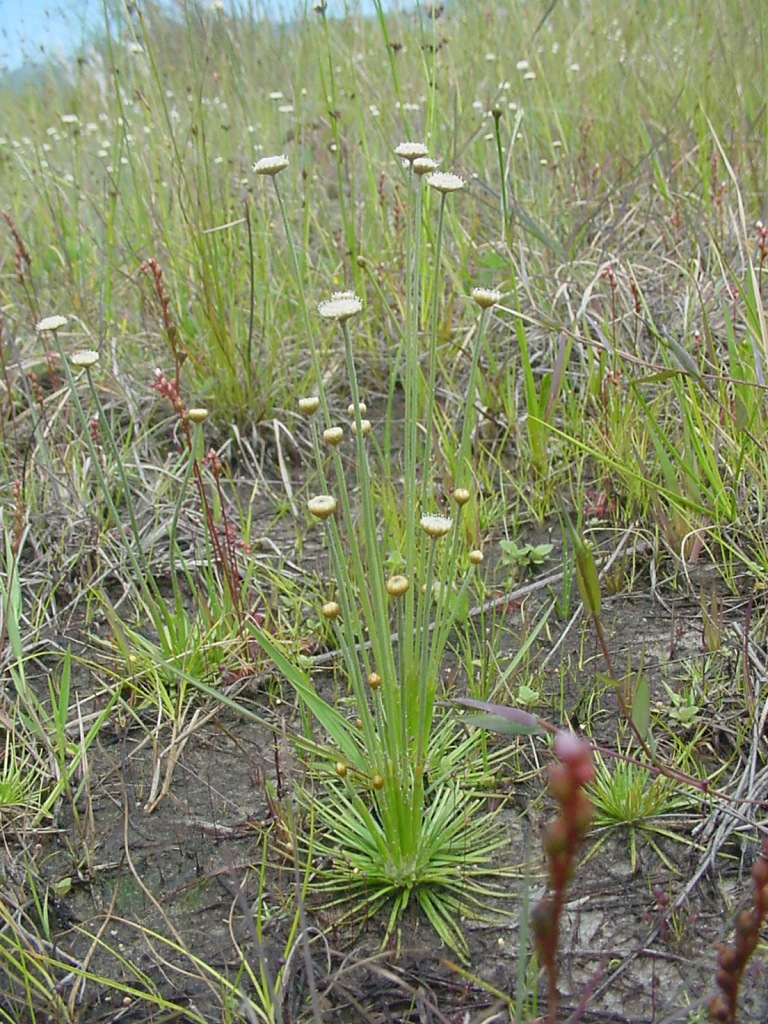
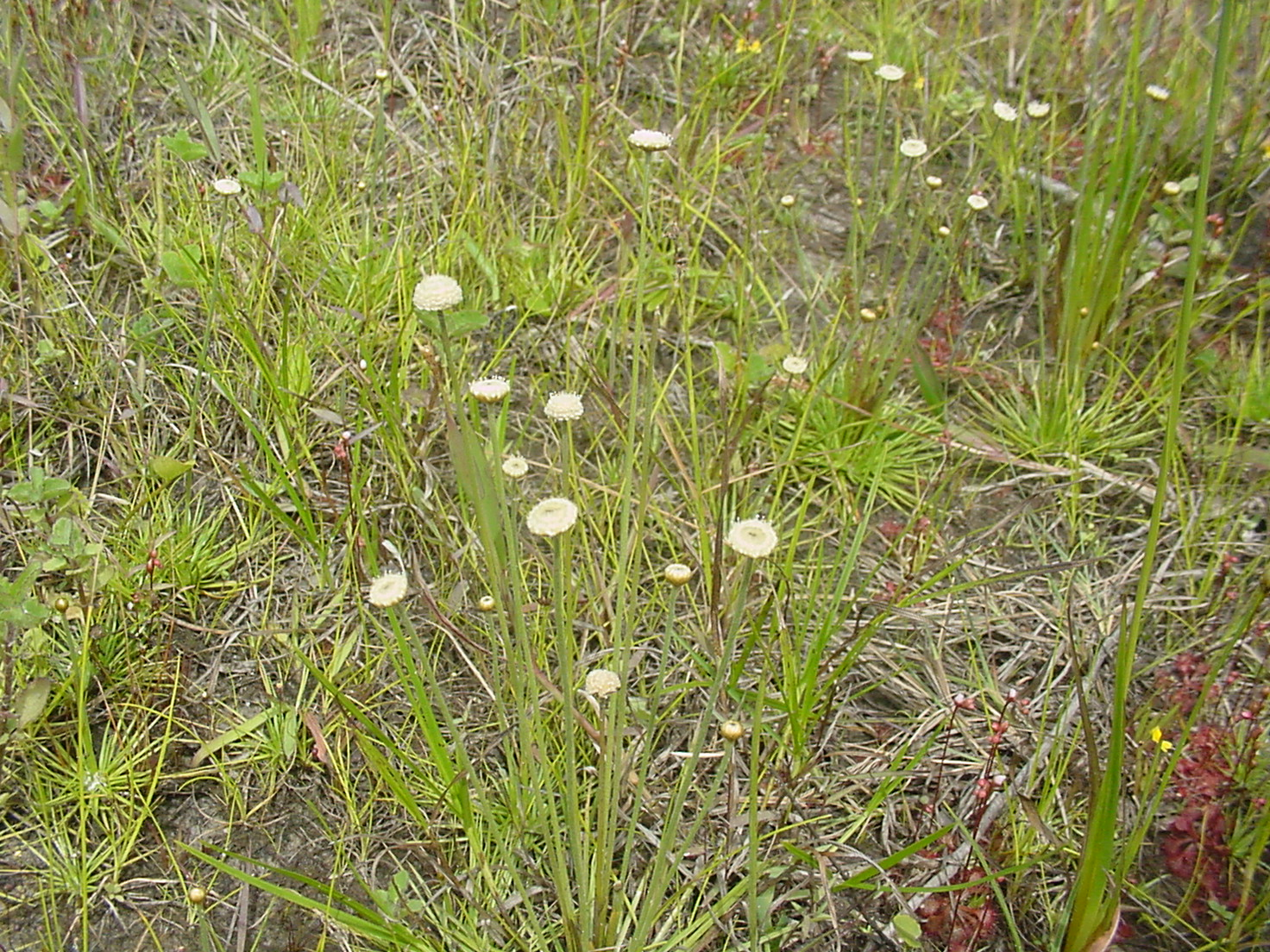
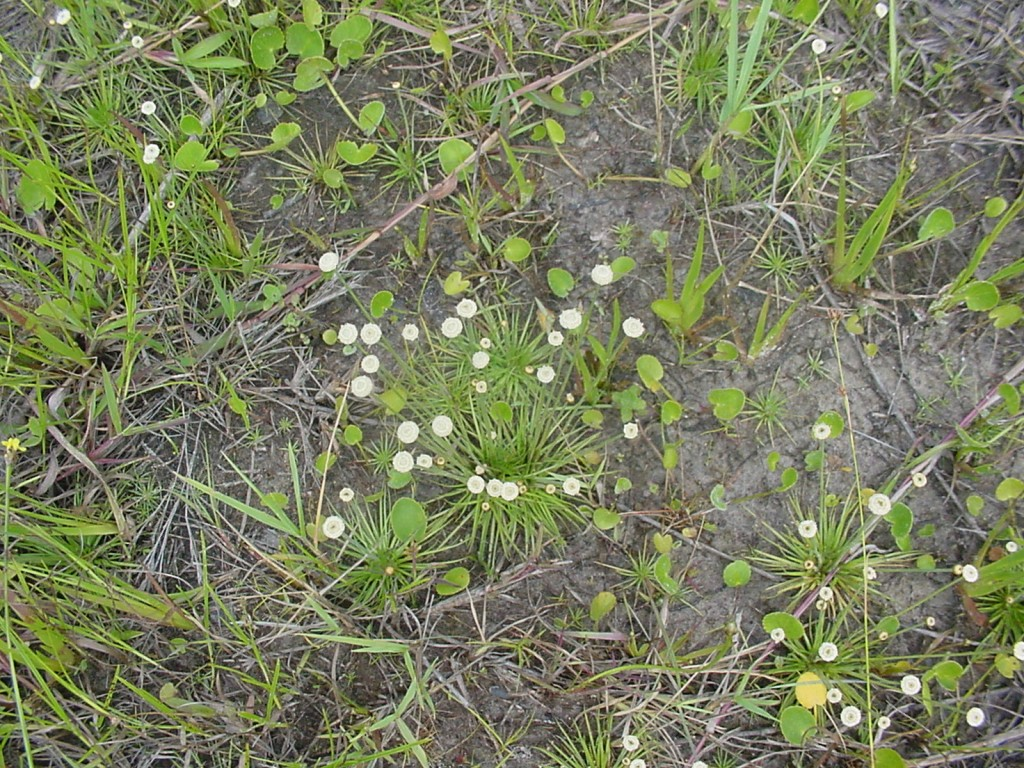